# Ngairea dorrigoensis
Ngairea dorrigoensis är en snäckart som först beskrevs av Tom Iredale 1941.  Ngairea dorrigoensis ingår i släktet Ngairea och familjen Charopidae. Inga underarter finns listade i Catalogue of Life.